# Vance (Alabama)
Vance is een plaats (town) in de Amerikaanse staat Alabama, en valt bestuurlijk gezien onder Bibb County en Tuscaloosa County.
Vlak bij Vance ligt Mercedes-Benz' enige fabriek in de VS: Mercedes-Benz Tuscaloosa.

## Demografie
Bij de volkstelling in 2000 werd het aantal inwoners vastgesteld op 500.
In 2006 is het aantal inwoners door het United States Census Bureau geschat op 632, een stijging van 132 (26,4%).

## Geografie
Volgens het United States Census Bureau beslaat de plaats een oppervlakte van
21,1 km², geheel bestaande uit land.

## Plaatsen in de nabije omgeving
De onderstaande figuur toont de plaatsen in een straal van 32 km rond Vance.